# Robert Turbin
Robert Turbin (Oakland, 2 dicembre 1989) è un ex giocatore di football americano statunitense che ha militato nel ruolo di running back nella National Football League. Fu scelto dai Seattle Seahawks nel corso del quarto giro (106º assoluto) del Draft NFL 2012. Al college ha giocato a football a Utah State.

## Carriera universitaria
Turbin frequentò l'Università statale dello Utah in cui gioco per gli Aggies. Nel 2009, come redshirt sophomore corse per 1.296 yard, ricevette per 418 yard e segnò 18 touchdown. Nella partita annuale contro i rivali Utah Utes, Turbin stabilì un nuovo record scolastico con una corsa per touchdown da 96 yard. Dovette saltare la stagione 2010 a causa di un infortunio al ginocchio, ma tornò per la stagione successiva come running back titolare per gli Aggies. Nella prima metà della stagione 2011, Turbin corse per almeno 100 yard in cinque partite su sei. Turbin corse per 1.517 yard nella stagione 2011, 10º tra tutti i giocatori della NCAA Division I FBS.

## Carriera professionistica

### Seattle Seahawks
Il 28 aprile 2012, Turbin fu scelto come 11ª scelta del quarto giro dai Seattle Seahawks (106º assoluta). Il 9 settembre, nella gara di debutto da professionista, Robert corsa una volta guadagnando cinque yard nella sconfitta per 30-16 contro gli Arizona Cardinals. Nella seconda partita, vinta contro i Dallas Cowboys, Turbin corse 15 yard su 5 possessi. Nella settimana 4, Seattle perse in trasferta contro i St. Louis Rams: Robert giocò fino a quel momento la sua miglior partita correndo 45 yard su 6 tentativi.

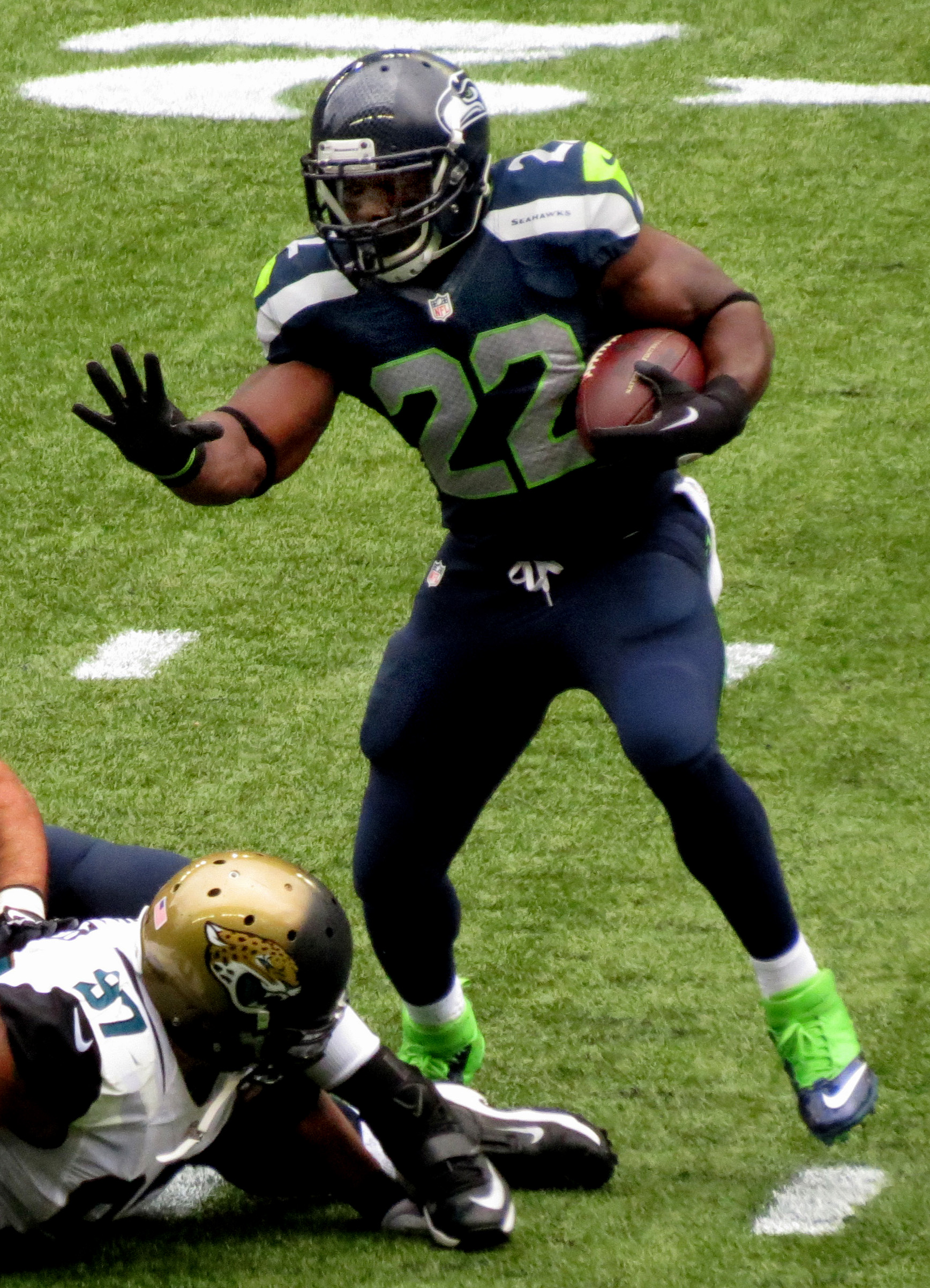
Turbin nel 2013

Nella settimana 14 Seattle ottenne una vittoria di proporzioni storiche battendo gli Arizona Cardinals per 58-0 stabilendo il nuovo primato di franchigia di punti segnati. Turbin superò per la prima volta le cento yard corse in una partita, totalizzandone 108 in 20 tentativi. La sua stagione da rookie si concluse giocando tutte le 16 gare, nessuna delle quali come titolare, con 354 yard corse.
Nel 2013, Turbin fu ancora chiuso dal titolare Marshawn Lynch ma disputò comunque tutte le 16 partite correndo 264 yard. I Seahawks terminarono col miglior record della conference e nei playoff batterono New Orleans Saints e San Francisco 49ers. Il 2 febbraio 2014, nel Super Bowl XLVIII contro i Denver Broncos, Seattle dominò dall'inizio alla fine della partita, vincendo per 43-8. Turbin si laureò campione NFL disputando quasi tutto il quarto periodo a risultato acquisito al posto di Lynch, correndo 25 yard su 9 tentativi.
Nella settimana 2 della stagione 2014, Turbin segnò il primo touchdown in carriera su passaggio di Russell Wilson. Ancora su ricezione andò a segno nella gara del Giorno del Ringraziamento, in cui Seahawks interruppero una striscia di cinque sconfitte consecutive in casa dei 49ers. La sua stagione regolare si chiuse disputando ancora tutte le 16 partite, di cui le prime tre come titolare in carriera, con 310 yard corse e 2 TD su ricezione.
Il 5 settembre 2015, dopo avere firmato Fred Jackson, i Seahawks svincolarono Turbin.
Nel 2021 ha giocato nella Fan Controlled Football (FCF).

### Cleveland Browns
Il 10 settembre 2015, Turbin firmò con i Cleveland Browns, venendo svincolato due mesi dopo.

### Dallas Cowboys
Il 18 novembre 2015, Turbin firmò con i Dallas Cowboys per sostituire l'ex compagno a Seattle Christine Michael. Con essi nella settimana 14 contro i Packers segnò il primo touchdown su corsa in carriera, in una gara che concluse con 51 yard corse.

### Indianapolis Colts

#### Stagione 2016
Nel marzo 2016, Turbin firmò con gli Indianapolis Colts. Giocò in 15 partite e registrò 164 yard corse e un record personale di 7 touchdown su corsa, oltre ad aver ricevuto per 179 yard e un touchdown.

#### Stagione 2017
Il 13 marzo 2017, Turbin firmò un'estensione del contratto di due anni da $4,1 milioni con i Colts. Durante la partita del Monday Night Football nel sesto turno contro i Tennessee Titans, Turbin subì un infortunio al braccio sinistro. Gli fu diagnosticato un dislocamento del gomito e il 20 ottobre fu segnato nella lista infortunati. Terminò la stagione con 53 yard corse e un touchdown e 9 ricezioni per 56 yard.

#### Stagione 2018
Il 29 giugno 2018, Turbin venne sospeso per le prime quattro partite della stagione 2018 per aver violato le regole sull'aiuto ergogenico.
Il 9 novembre 2018, Turbin venne svincolato dai Colts.

## Palmarès

### Franchigia
- Super Bowl : 1

Seattle Seahawks: Super Bowl XLVIII
- National Football Conference Championship: 2

Seattle Seahawks: 2013, 2014

## Statistiche
| Legenda   | Legenda          |
| --------- | ---------------- |
| Grassetto | Record personale |

### Stagione regolare
| Stagione | Squadra  | Partite | Partite | Corse | Corse | Corse | Corse | Corse | Ricezioni | Ricezioni | Ricezioni | Ricezioni | Ricezioni | Fumble | Fumble |
| Stagione | Squadra  | P       | PT      | Ten   | Yard  | Media | Max   | TD    | Ric       | Yard      | Media     | Max       | TD        | Fum    | Persi  |
| -------- | -------- | ------- | ------- | ----- | ----- | ----- | ----- | ----- | --------- | --------- | --------- | --------- | --------- | ------ | ------ |
| 2012     | SEA      | 16      | 0       | 80    | 354   | 4,4   | 26    | 0     | 19        | 181       | 9,5       | 20        | 0         | 0      | 0      |
| 2013     | SEA      | 16      | 0       | 77    | 264   | 3,4   | 15    | 0     | 8         | 60        | 7,5       | 19        | 0         | 1      | 1      |
| 2014     | SEA      | 16      | 3       | 74    | 310   | 4,2   | 17    | 0     | 16        | 186       | 11,6      | 34        | 2         | 1      | 1      |
| 2015     | CLE      | 3       | 0       | 18    | 60    | 3,3   | 22    | 0     | 2         | 8         | 4,0       | 7         | 0         | 0      | 0      |
| 2015     | DAL      | 7       | 0       | 32    | 139   | 4,3   | 22    | 1     | 5         | 15        | 5,0       | 15        | 0         | 0      | 0      |
| 2016     | IND      | 15      | 0       | 47    | 164   | 3,5   | 18    | 7     | 26        | 179       | 6,9       | 19        | 1         | 0      | 0      |
| 2017     | IND      | 6       | 1       | 23    | 53    | 2,3   | 7     | 1     | 9         | 56        | 6,2       | 16        | 0         | 0      | 0      |
| Carriera | Carriera | 79      | 4       | 351   | 1.344 | 3,8   | 26    | 9     | 85        | 685       | 8,1       | 34        | 3         | 2      | 2      |

### Play-off
| Stagione | Squadra  | Partite | Partite | Corse | Corse | Corse | Corse | Corse | Ricezioni | Ricezioni | Ricezioni | Ricezioni | Ricezioni | Fumble | Fumble |
| Stagione | Squadra  | P       | PT      | Ten   | Yard  | Media | Max   | TD    | Ric       | Yard      | Media     | Max       | TD        | Fum    | Persi  |
| -------- | -------- | ------- | ------- | ----- | ----- | ----- | ----- | ----- | --------- | --------- | --------- | --------- | --------- | ------ | ------ |
| 2012     | SEA      | 2       | 0       | 12    | 40    | 3,3   | 7     | 0     | 3         | 43        | 14,3      | 30        | 0         | 0      | 0      |
| 2013     | SEA      | 3       | 0       | 14    | 40    | 2,9   | 6     | 0     | 1         | 9         | 9,0       | 9         | 0         | 0      | 0      |
| 2014     | SEA      | 3       | 0       | 11    | 48    | 4,4   | 19    | 0     | 1         | -2        | -2,0      | -2        | 0         | 0      | 0      |
| Carriera | Carriera | 8       | 0       | 37    | 128   | 3,5   | 19    | 0     | 5         | 50        | 10,0      | 30        | 0         | 0      | 0      |